# Cyperus matagoroensis
Cyperus matagoroensis är en halvgräsart som beskrevs av A. Muthama Muasya och David Alan Simpson. Cyperus matagoroensis ingår i släktet papyrusar, och familjen halvgräs. Inga underarter finns listade i Catalogue of Life.